# Krokstads socken
Krokstads socken i Bohuslän ingick i Sörbygdens härad, ingår sedan 1974 i Munkedals kommun och motsvarar från 2016 Krokstads distrikt.
Socknens areal är 159,60 kvadratkilometer, varav land 150,43. År 2000 fanns här 1 024 invånare. Tätorten Hedekas samt sockenkyrkan Krokstads kyrka ligger i socknen. 

## Administrativ historik
Krokstads socken har medeltida ursprung. 
Vid kommunreformen 1862 övergick socknens ansvar för de kyrkliga frågorna till Krokstads församling och för de borgerliga frågorna bildades Krokstads landskommun. Landskommunen inkorporerades 1952 i Sörbygdens landskommun som 1974 uppgick i Munkedals kommun. Församlingen uppgick 2006 i Sörbygdens församling.
1 januari 2016 inrättades distriktet Krokstad, med samma omfattning som församlingen hade 1999/2000.  
Socknen har tillhört län, fögderier, tingslag och domsagor enligt vad som beskrivs i artikeln Sörbygdens härad. De indelta soldaterna tillhörde Bohusläns regemente, Bullarens kompani och de indelta båtsmännen tillhörde 1:a Bohusläns båtsmanskompani.

## Geografi och natur
Krokstads socken ligger nordost om Tanums socken kring Örekilsälven och Hajumsån med Kynnefjäll i väster. Socknen har odlingsbygd i ådalarna i väster och har skogsbygd däromkring och i öster.
Det finns två naturreservat i socknen; Kynnefjäll-Sätret som delas med Naverstads socken i Tanums kommun och Malevattnet som delas med Mo socken i Tanums kommun.
De största insjöarna är Södra Kornsjön som delas med Naverstads socken i Tanums kommun och Töftedals socken i Dals-Eds kommun, Stora Holmevatten, samt Lersjön som delas med Sanne socken i Munkedals kommun.
Gästgiverier fanns i Snaben och vid Sörbo, som var tingsställe i Sörbygdens härad till 1731 och under samma tid ett av fyra ambulerande tingsställen i Tunge härad.

## Fornlämningar
15 boplatser från stenåldern har påträffats. Från bronsåldern finns gravrösen. Från järnåldern finns sju gravfält och två fornborgar.

## Befolkningsutveckling
Befolkningen ökade från 1420 1810 till 3251 1870 varefter den minskade till 1133 1990.

## Namnet
Namnet skrevs 1391 Krokstad och kommer från kyrkbyn. Efterleden är sta(d), 'plats, ställe'. Förleden kan innehålla ett mansnamn Krokr eller krok, 'krök, böjning, utbukting' då syftande på en kröka av ån vid kyrkan.